# Идзуми-сикибу
Идзуми-сикибу (яп. 和泉式部, род. ок. 976) — японская писательница, прозаик и поэтесса конца Х — начала XI веков.

## Биография
О молодости Идзуми-сикибу известно мало: её отец, Масамунэ Оэ, был губернатором, мать — фрейлиной императрицы при дворе императора Рэйдзэй (950—1011). Подлинное имя поэтессы неизвестно. Приблизительно в двадцатилетнем возрасте Идзуми выходит замуж за Татибана Митисада, ставшего позднее наместником провинции Идзуми; от их союза появилась на свет дочь Косикибу, впоследствии ставшая поэтессой, как и её мать. Вскоре Идзуми уехала в столицу, чтобы ухаживать за больной императрицей; отношения между нею и Татибаной стремительно портились, и в результате муж и жена расстались. Поэтесса состояла в романтических отношениях с принцем Тамэтака, сыном императора, однако вскоре он смертельно заболел и скончался. Позже у неё был роман с Ацумити, младшим братом Тамэтака, но скоро он тоже скоро скончался. Все это подробно описано в дневнике «Идзуми-Сикибу-никки» («Дневник Идзуми-сикибу»). Затем поэтесса поступила на службу к императрице Сёси. Последним мужем писательницы стал Фудзивара Ясумаса, умерший в 1036 году. Дальнейшая судьба Идзуми-сикибу неизвестна.
Идзуми-Сикибу входит в число «тридцати шести величайших поэтесс» японского средневековья. В её творческое наследие входят, в частности, домашняя антология «Идзуми-сикибу-сю», уже упоминавшийся дневник «Идзуми-сикибу-никки» и множество (около 1,5 тыс.) стихотворений-танка.

## Интересные факты
- Стихотворение «Не удивляйся», наряду со стихами нескольких других японских поэтов, было положено на музыку Максимом Леонидовым. Эту песню можно услышать в альбоме Максима Леонидова «Основы фэн-шуя» (2006) и в альбоме каверов «Машины не парковать» (2009) группы «Машина времени».